# Горбань, Евгений Евгеньевич
Евгений Евгеньевич Горбань (род. 28 февраля 1986, Усть-Каменогорск) — казахстанский хоккеист, защитник. В настоящее время является игроком казахстанского клуба Алматы.

## Биография
Евгений Евгеньевич Горбань родился 28 февраля 1986 года в городе Усть-Каменогорске Восточно-Казахстанской области Казахской ССР.
Воспитанник усть-каменогорского хоккея.
В качестве игрока сборной Казахстана участвовал в юниорском чемпионате 2003 года и молодёжном чемпионате 2004 года.
С 2003 года играл в Тольятти. В 2004 году получил приглашение в самарский ЦСК ВВС, выступавший в высшей лиге.
Пробовал свои силы и в других командах из высшей лиги. Всего в высшей лиге провёл
219 игр.
В 2010-13 годах играл в чемпионате Казахстана. Провёл 100 игр.
В 2012 году участвовал в турнире памяти Н.В. Парышева в составе ХК «Сокол» (Красноярск).
С образованием ВХЛ выступал в Лиге. Провёл 90 игр за команды из Ижевска, Волжска и Усть-Каменогорска.
С 8 июля 2016 года по 2017 год играл за хоккейный клуб «Алматы», где участвовал в 9 играх.
Работает специалистом Центра подготовки спортивных кадров АНО «Академия хоккея Ак Барс» им. Ю.И. Моисеева (Республика Татарстан, город Казань).